# Центральна Ютландія
Центрáльна Ютлáндія (дан. Midtjylland) — адміністративний регіон у Данії, створений 1 січня 2007 року в рамках адміністративної реформи, коли традиційний поділ країни на 14 амтів змінила нова система поділу на п'ять регіонів. Також було скорочено кількість муніципалітетів із 270 до 98.

## Загальний огляд
До складу Центральної Ютландії входять 19 муніципалітетів. Населення на 2008 рік становить 1 237 041 жителів, а площа — 13 053 км². Столиця регіону — Віборг. Центральна Ютландія розташовується в північній і центральній частині півострова Ютландія. До 2007 року на її території розміщалися амти Орхус, Рінгкебінг і Віборг.
Найбільші міста регіону: Орхус, Раннерс, Хорсенс, Гернінг та Сількеборг.